# Bell D-292
El Bell D-292 fue un helicóptero experimental estadounidense desarrollado por la Bell Helicopter para el Programa de Fuselaje de Materiales Compuestos Avanzado (ACAP) del Ejército de los Estados Unidos, como parte de los estudios implicados en el programa Helicóptero Ligero Experimental (LHX).

## Diseño y desarrollo
El Bell D-292 fue desarrollado bajo el Programa de Fuselaje de Materiales Compuestos Avanzado (ACAP), que era un proyecto para desarrollar un fuselaje de helicóptero construido totalmente con materiales compuestos, considerablemente más ligero y menos costoso de fabricar que los fuselajes de metal predominantes, en apoyo del programa LHX. En febrero de 1981, los contratos fueron adjudicados a Sikorsky y Bell Helicopter, con Sikorsky presentando el S-75. Ambas compañías iban a construir tres fuselajes, un artículo herramienta de prueba, un artículo de pruebas estáticas y un vehículo de pruebas de vuelo.
El Bell D-292 usaba los motores Avco Lycoming, la transmisión, los rotores bipala principal y de cola, el puro de cola, la aleta vertical, y el pilón rotor del Bell 222. El nuevo fuselaje reemplazaba el metal por materiales compuestos que le conferían mayor dureza, reducían el peso y los costes de mantenimiento y fabricación.
El D-292 número de serie 85-24371 voló por primera vez el 30 de agosto de 1985 tras retrasos debidos a problemas económicos e industriales.

## Especificaciones

### Características generales
- Tripulación: Dos.
- Capacidad: Dos pasajeros.
- Longitud: 12,32 m
- Diámetro rotor principal: 12,80 m
- Altura: 3,40 m
- Peso vacío: 2615 kg
- Peso máximo al despegue: 3395 kg
- Planta motriz: 2× turboeje Avco Lycoming LTS 101-750C-1.
  - Potencia: 510 kW (684 hp) cada uno.

### Desarrollos relacionados
- Bell 222

### Aeronaves similares
- Sikorsky S-75

### Secuencias de designación
- Secuencia Numérica (interna de Bell): ← 533 - D-188 - D-255 - D-292 - D-2127